# Fumer la pipe
 (janvier 2023).
La mise en forme du texte ne suit pas les recommandations de Wikipédia : il faut le « wikifier ».
Les points d'amélioration suivants sont les cas les plus fréquents. Le détail des points à revoir est peut-être précisé sur la page de discussion.
- Les titres sont pré-formatés par le logiciel. Ils ne sont ni en capitales, ni en gras.
- Le texte ne doit pas être écrit en capitales (les noms de famille non plus), ni en gras, ni en italique, ni en « petit »…
- Le gras n'est utilisé que pour surligner le titre de l'article dans l'introduction, une seule fois.
- L'italique est rarement utilisé : mots en langue étrangère, titres d'œuvres, noms de bateaux, etc.
- Les citations ne sont pas en italique mais en corps de texte normal. Elles sont entourées par des guillemets français : « et ».
- Les listes à puces sont à éviter, des paragraphes rédigés étant largement préférés. Les tableaux sont à réserver à la présentation de données structurées (résultats, etc.).
- Les appels de note de bas de page (petits chiffres en exposant, introduits par l'outil «  Source ») sont à placer entre la fin de phrase et le point final[comme ça].
- Les liens internes (vers d'autres articles de Wikipédia) sont à choisir avec parcimonie. Créez des liens vers des articles approfondissant le sujet. Les termes génériques sans rapport avec le sujet sont à éviter, ainsi que les répétitions de liens vers un même terme.
- Les liens externes sont à placer uniquement dans une section « Liens externes », à la fin de l'article. Ces liens sont à choisir avec parcimonie suivant les règles définies. Si un lien sert de source à l'article, son insertion dans le texte est à faire par les notes de bas de page.
- La présentation des références doit suivre les conventions bibliographiques. Il est recommandé d'utiliser les modèles {{Ouvrage}}, {{Chapitre}}, {{Article}}, {{Lien web}} et/ou {{Bibliographie}}. Le mode d'édition visuel peut mettre en forme automatiquement les références.
- Insérer une infobox (cadre d'informations à droite) n'est pas obligatoire pour parachever la mise en page.

Pour une aide détaillée, merci de consulter Aide:Wikification.
Si vous pensez que ces points ont été résolus, vous pouvez retirer ce bandeau et améliorer la mise en forme d'un autre article.

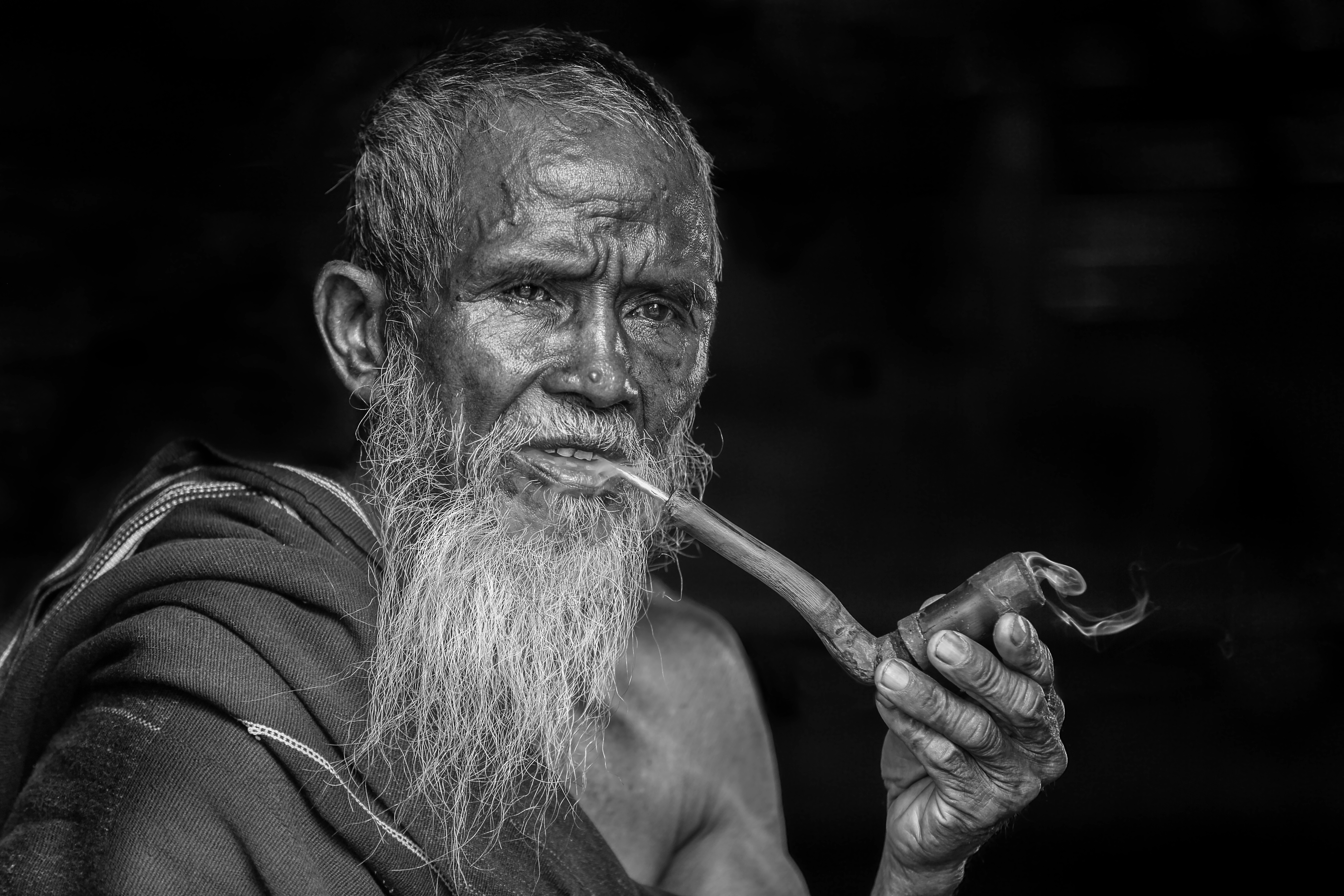
Homme barbu fumant une pipe.

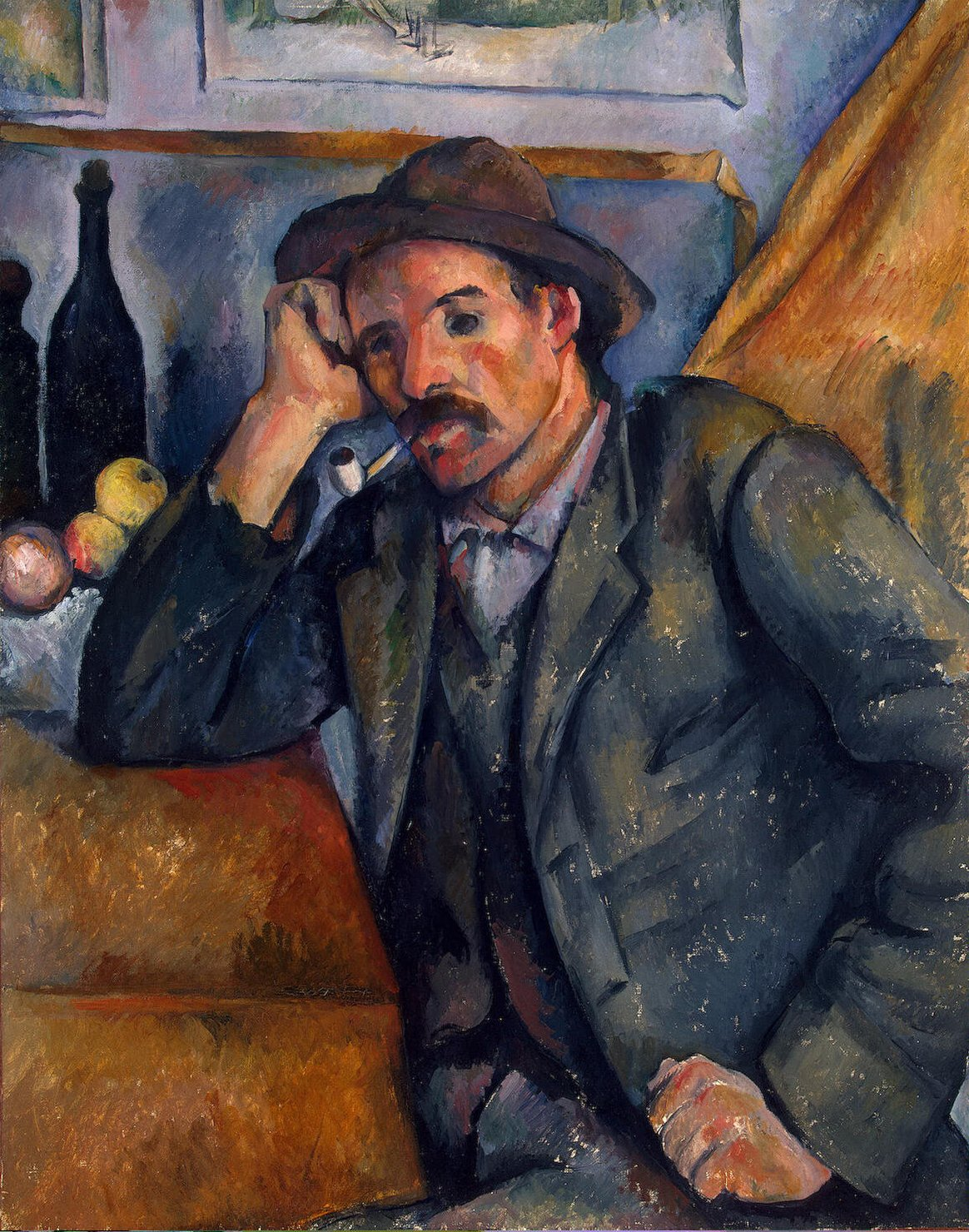
Le Fumeur de pipe, tableau de Cézanne (1891) conservé au musée de l'Ermitage.

Le fait de fumer la pipe consiste à goûter (ou, moins fréquemment, à inhaler) la fumée produite en brûlant une substance, le plus souvent du tabac, dans une pipe. C'est la plus ancienne forme traditionnelle de fumage.
Le fait de fumer régulièrement la pipe a été cité comme comportant de graves risques pour la santé, notamment un risque accru de diverses formes de cancer ainsi que de maladies pulmonaires et cardiovasculaires.

## Histoire

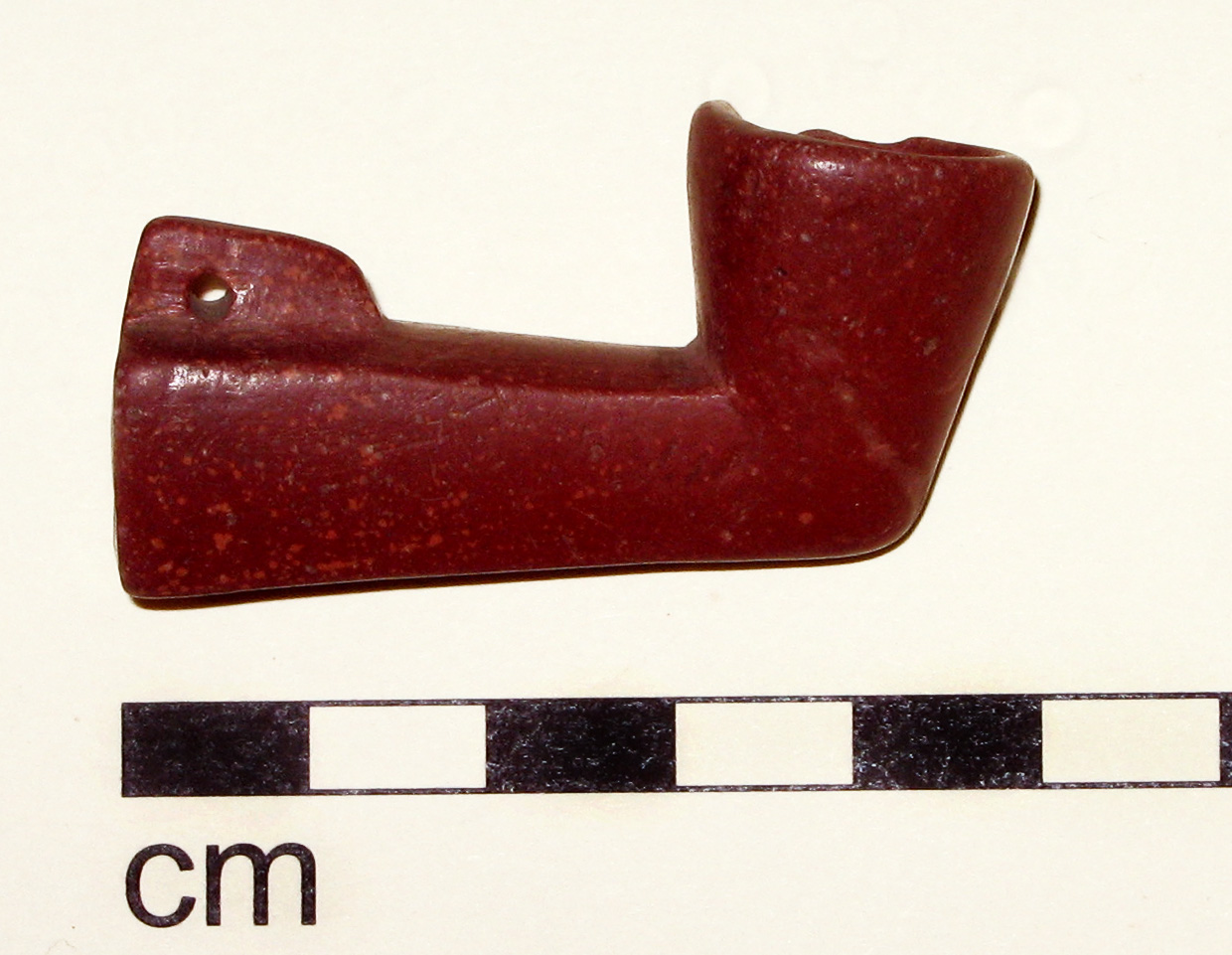
Cuvette de pipe protohistorique en Catlinite, probablement Ioway, provenant du site de Wanampito.

Un certain nombre de tribus amérindiennes ont des traditions de fumer la pipe, qui font partie de leurs cultures bien avant l'arrivée des Européens. Le tabac est souvent fumé, généralement à des fins cérémonielles, bien que d'autres mélanges d'herbes sacrées soient également courants. Différents types de pipes de cérémonie ont été fumés lors de cérémonies pour sceller des alliances et des traités, notamment des traités de paix (d'où l'appellation impropre de « calumet de paix »). Le tabac a été introduit en Europe depuis les Amériques au XVIe siècle et s'est rapidement répandu dans le monde entier. En Asie, au XIXe siècle, l'opium (qui n'était auparavant que consommé) était ajouté au tabac et fumé dans des pipes. Le madak (un mélange d'opium et de tabac) s'est avéré être beaucoup plus addictif que l'opium ingéré par voie orale, entraînant des problèmes sociaux en Chine qui ont culminé avec la première et la seconde guerre de l'opium.
A la cour de Frédéric-Guillaume Ier, un Collège du Tabac, réunissait tous les soirs ministres, généraux, ambassadeurs;« on était en tenue familière; point de domestiques: chacun trouvait à sa portée une cruche de bière, des pipes, du tabac hollandais, du beurre, du pain et du jambon. Tout le monde fumait ou devait faire semblant de fumer. ».
Selon Alfred Dunhill, les Africains ont une longue tradition de fumer du chanvre dans des pipes en calebasse : il affirme qu'en 1884, le roi de la tribu Baluka du Congo avait établi un « riamba » ou culte de fumer du chanvre à la place du culte fétiche. D'énormes calebasses étaient utilisées.
Au XXe siècle, fumer la pipe a été adopté comme méthode préférée d'inhalation d'une variété de drogues psychoactives, et certains prétendent qu'il s'agit d'une méthode d'ingestion plus intense. Le crack fumable a la réputation d'être plus addictif que la forme insufflée de la cocaïne. De même, la méthamphétamine a gagné en popularité sous une forme cristalline qui, lorsqu'elle est fumée dans une pipe, permet à l'utilisateur d'éviter l'irritation nasale douloureuse du reniflement. Lorsqu'elle n'est pas appliquée sur une cigarette ou un joint, la forme liquide du PCP est généralement fumée dans une pipe avec du tabac ou du cannabis.
Grâce en grande partie au succès des campagnes contre le tabagisme, les ventes de tabac à pipe au Canada ont chuté de près de 80 % au cours d'une récente période de quinze ans pour atteindre 27 319 kilogrammes en 2016, contre 135 010 kilogrammes en 2001, selon les données fédérales. En comparaison, les ventes de cigarettes au Canada ont chuté d'environ 32 % au cours de la même période pour s'établir à 28,6 milliards d'unités.

## Pipes

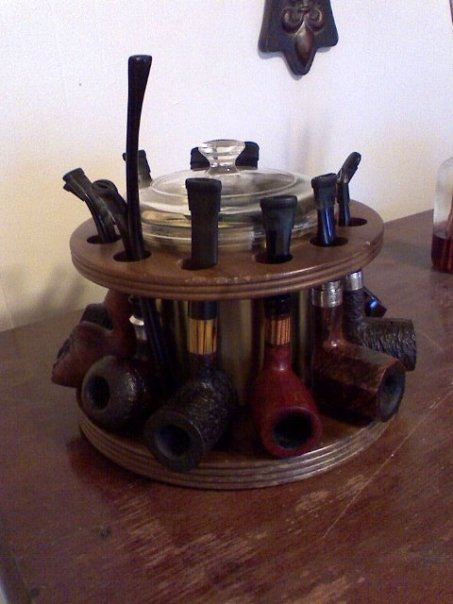
Une sélection de divers pipes sur un support de pipes circulaire

Les pipes ont été fabriquées à partir d'un assortiment de matériaux, notamment la bruyère, l'argile, la céramique, l'épi de maïs, le verre, l'écume de mer, le métal, la calebasse, la pierre, le bois, le chêne des marais et diverses combinaisons de ceux-ci, notamment la pipe calebasse anglaise classique.
La taille d'une pipe, en particulier du foyer, dépend en grande partie de ce que l'on veut y fumer. Les grandes pipes à tabac de style occidental sont utilisées pour les tabacs durs au goût fort, dont la fumée n'est généralement pas inhalée. Des pipes plus petites telles que le midwakh ou le kiseru sont utilisées pour inhaler des tabacs plus doux tels que le dokha et le kizami ou d'autres substances telles que le cannabis et l'opium.

### Pipes à eau
Les pipes à eau diffusent la fumée dans l'eau pour refroidir et filtrer la fumée. Les deux types de base sont les narguilés stationnaires, avec un ou plusieurs longs tubes souples, et les bangs portables.

### Pipes à cuillère
Les pipes à cuillère (pipes en verre ou pipes à bol en verre) sont devenues de plus en plus courantes avec l'augmentation de la consommation de cannabis ou d'autres stupéfiants. Les pipes à cuillère sont normalement fabriquées en verre borosilicaté pour résister à une exposition répétée à des températures élevées. Ils se composent d'un bol pour emballer le matériau, d'une tige pour inhaler et d'un carburateur (carb) pour contrôler l'aspiration et le débit d'air dans le tuyau. Ces tuyaux utilisent un processus en deux étapes. Tout d'abord, l'utilisateur inhale tout en allumant le matériau à fumer et en maintenant le carburateur enfoncé, permettant à la fumée de remplir la tige. Ensuite, l'utilisateur libère le carburateur tout en inspirant pour permettre à l'air d'entrer dans la tige et à la fumée d'être aspirée dans la bouche de l'utilisateur.

## Effets sur la santé
Les risques globaux pour la santé sont 10 % plus élevés chez les fumeurs de pipe que chez les non-fumeurs. Cependant, les fumeurs de pipe ou de cigares qui sont d'anciens fumeurs de cigarettes peuvent conserver l'habitude d'inhaler de la fumée. Dans de tels cas, il y a une augmentation de 30 % du risque de maladie cardiaque et un risque presque trois fois plus élevé de développer une MPOC. De plus, il existe une relation causale entre le tabagisme et la mortalité due au poumon et à d'autres cancers, ainsi qu'aux problèmes parodontaux, tels que la perte de dents et d'os.
Cependant, tous les produits du tabac délivrent de la nicotine au système nerveux central, et il existe un risque confirmé de dépendance. De nombreuses formes de consommation de tabac sont associées à un risque significativement accru de morbidité et de mortalité prématurée dues aux maladies liées au tabac.

## Culture

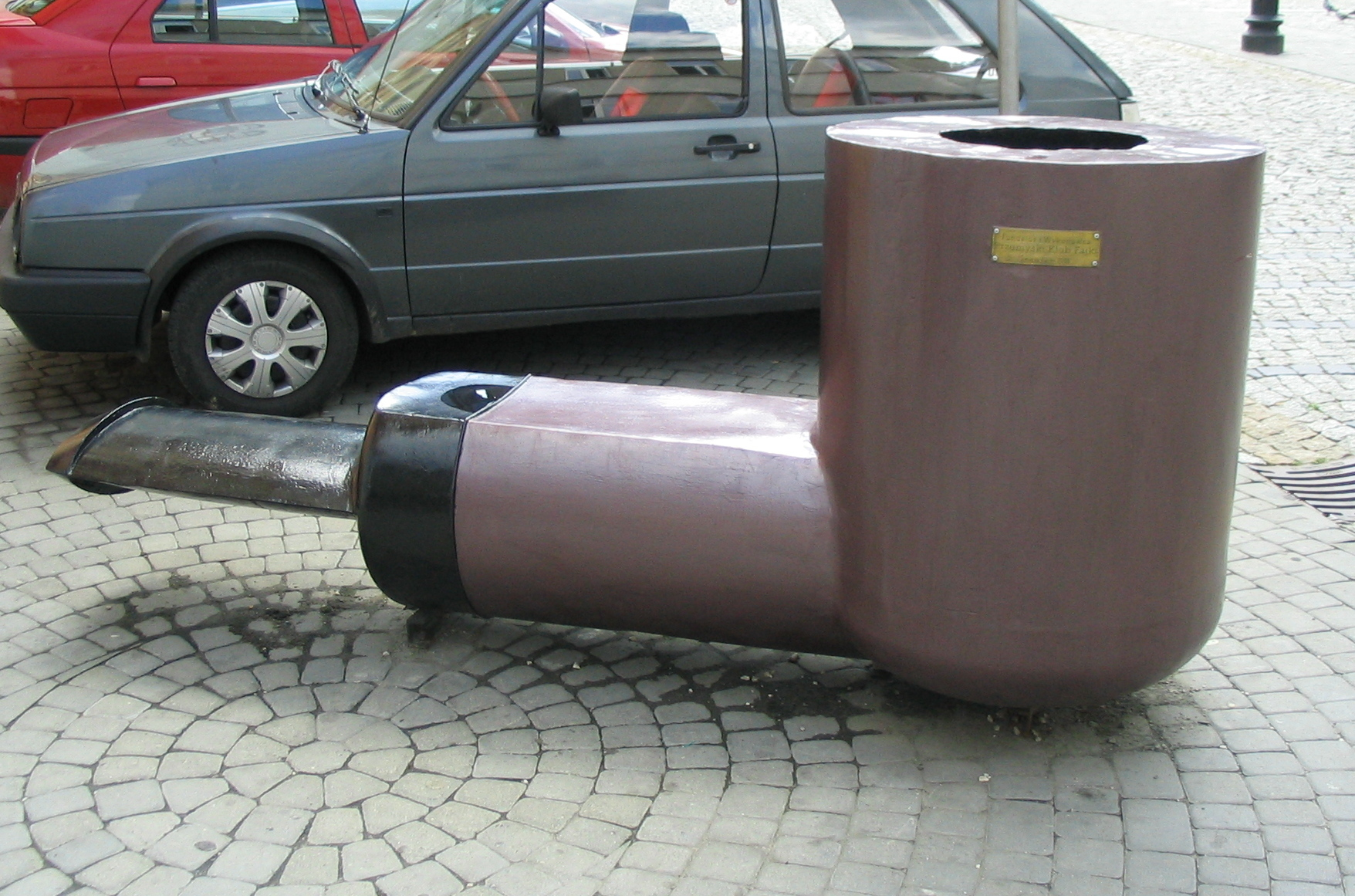
Corbeille en forme de pipe à tabac Przemyśl, Pologne

Les coutumes, le vocabulaire et l'étiquette qui entourent la culture de la pipe varient à travers le monde et dépendent à la fois des personnes qui fument et de la substance fumée.
Par exemple, dans de nombreux endroits en Europe et en Amérique du Nord, fumer la pipe à tabac a parfois été considéré comme distingué ou digne et a donné lieu à une variété d'accessoires personnalisés et même de vêtements tels que la veste de smoking et l'ancien prix du fumeur de pipe de l'année au Royaume-Uni, ainsi que le terme kapnismologie ("étude de la fumée").

## Fumeurs de pipe notables
Un certain nombre de personnes réelles et fictives sont fortement associées au passe-temps de fumer la pipe.

### Hommes
- Buzz Aldrin (b.1930), astronaute américain.
- Louis Althusser, philosophe français.
- Roald Amundsen, explorateur norvégien.
- Sparky Anderson, directeur de baseball américain[8].
- Clement Attlee (1883-1967), Premier ministre du Royaume-Uni (1945–51).
- Johann Sebastian Bach, compositeur allemand. Il a écrit une aria sur son passe-temps pour le les pipes à tabac: Tan oft ich meine Tobackspfeife BWV 515a.
- Douglas Bader, pilote militaire britannique.
- Vicente Battista, écrivain argentin[9].
- Karl Barth, théologien suisse.
- Zygmunt Baumann, sociologue polonais britannique.
- Enzo Bearzot, directeur de l'équipe nationale italienne de football de la Coupe du Monde de la FIFA 1982[10].
- Ludwig van Beethoven (1770-1827), compositeur allemand.
- Tony Benn (1925-2014), député britannique de longue date.
- Edgar Benson, ministre canadien des finances.
- Rómulo Betancourt (1908-1981), Président du Venezuela[9].
- Georges Brassens, chanteur et guitariste français.
- Clarence "Gatemouth" Brown, musicien de blues américain : avide fumeur de pipe, le guitariste texan a souvent vendu son propre mélange de tabac à pipe, ainsi que des pipes à tabac autographiés dans ses concerts et spectacles[11].
- Abelardo Castillo, écrivain argentin[9]
- Graham Chapman (1941-1989), acteur britannique et comédien (Monty Python).
- Ben Chifley (1885-1951), Premier Ministre australien (1945-1949).
- Julio Cortázar, écrivain argentin.
- Jacques Cousteau, directeur de documentaires et océanographe français.
- Bing Crosby (1903-1977), chanteur et acteur américain.
- Bill Davis, ancien Premier ministre de l'Ontario.
- Allen Welsh Dulles, diplomate et avocat américain, est devenu le premier directeur civil du renseignement central (DCI) et son plus ancien directeur à ce jour.
- Edward VIII, roi du Royaume-Uni[12].
- Albert Einstein (1879-1955), scientifique allemand. Il a été connu pour fumer la pipe et a dit une fois: "Je pense que fumer une pipe contribue à un jugement quelque peu calme et objectif dans toutes les affaires humaines".
- Mircea Eliade, auteur et historien roumain.
- Akhteruzzaman Elias, auteur du Bangladesh et humaniste séculier.
- William Faulkner, auteur américain, connu pour être un défenseur enthousiaste du tabagisme par pipe[13].
- Manuel Felguérez, artiste mexicain[9].
- Barry Fitzgerald (1888-1961), acteur irlandais du cinéma et de la télévision.
- Gerald R. Ford (1913-2006), 38e Président des États-Unis de 1974 à 1977[14].
- Stephen Fry (b. 1957), auteur, acteur et comédien anglais.
- Clark Gable (1901-1960), acteur américain.
- Theodor Seuss Geisel, auteur germano-américain, caricaturiste politique.
- George Gissing, auteur anglais.
- Cary Grant (1904-1986), acteur américain.
- Günter Grass (1927-2015), romancier allemand.
- Che Guevara (1928-1967), révolutionnaire argentin, connu pour fumer une pipe de temps en temps, en plus de son cigare habituel.
- Dag Hammarskjöld, diplomate suédois, diariste spirituel et deuxième secrétaire général de l'Organisation des Nations Unies.
- Friedrich Hayek, économiste britannique, bien connu pour son libéralisme classique.
- Hugh Hefner (1926-2017), éditeur américain.
- Ernest Hemingway (1899-1961), romancier américain.
- Earl Hines, musicien de jazz américain.
- Herbert Hoover (1874-1964), 31e Président des États-Unis (1928-33)[15].
- Edwin Hubble, astronome américain.
- Burl Ives, chanteuse américaine.
- Mark Jones, footballeur anglais.
- Carl Jung, psychiatre suisse et psychanalyste qui a fondé la psychologie analytique.
- Albert King, chanteur de blues américain et guitariste.
- Helmut Kohl (1930-2017), chancelier allemand (1982-1998).
- Raaj Kumar, acteur populaire indien (1926-1996).
- Andrew Bonar Law (1858-1923), Premier ministre du Royaume-Uni (1922-1923).
- Siegfried Lenz, auteur allemand.
- C. S. Lewis, auteur britannique, théologien, professeur.
- Charles Lightoller, officier maritime britannique et survivant du RMS Titanic.
- Siegfried Lowitz, acteur allemand.
- Jack Lynch, Taoiseach (Premier ministre) d’Irlande (1966–73, 1977–79).
- Douglas MacArthur (1880-1964), général américain, souvent photographié avec sa pipe de maïs.
- Harold Macmillan (1894-1986), Premier Ministre du Royaume-Uni (1957-1963)
- Sous-commandant Marcos, révolutionnaire mexicain.
- Thabo Mbeki (b.1942), Président de l'Afrique du Sud (1999-2008).
- John N. Mitchell (1913-1988), 67e procureur général des États-Unis (1969–1972) sous le président Richard Nixon[16].
- Eric Morecambe (1926-1984), comédien britannique.
- Farley Mowat (1921-2014), auteur canadien.
- Harry Mulisch, romancier néerlandais.
- Pablo Neruda, poète chilien.
- Sandro Pertini, président italien.
- Wolfgang Rihm, compositeur allemand
- George Lincoln Rockwell, fondateur du Parti nazi américain.
- Franklin D. Roosevelt (1882-1945), 32e Président des États-Unis (1932–45).
- Bertrand Russell (1872 – 1970), philosophe britannique.
- Eero Saarinen (1910-1961), architecte américain.
- Anwar Sadat (1918-1981), troisième président égyptien (1970-81).
- George Sand,
- Jean-Paul Sartre, écrivain français et philosophe.
- Antonin Scalia, ancien juge de la cour suprême américaine.
- Ronald Aylmer Fisher, mathématicien et généticien britannique, et le père de la biométrie moderne et des statistiques expérimentales.
- Helmut Schmidt (1918-2015), chancelier de l'Allemagne de l'Ouest (1974-82)[16].
- Samuel J. Seymour (1860-1956), la dernière personne survivante qui avait été présente au théâtre de Ford la nuit du meurtre du président américain Abraham Lincoln le 14 avril 1865.
- Will Self, auteur britannique.
- Georges Simenon, romancier belge. Son personnage le plus célèbre, Jules Maigret, est également fumeur de pipe.
- Joseph Staline (1878-1953), Premier Ministre de l'URSS. Il a souvent été montré avec une pipe.
- Jacques Tati, acteur français, comédien et réalisateur de cinéma.
- Josip Broz Tito, président yougoslave à vie. Généralement vu fumer des cigarettes avec une pipe.
- J. R. R. Tolkien (1892-1973), romancier britannique. Le Hobbit et le Seigneur des Anneaux ont plusieurs scènes détaillées de personnages qui fument la pipe. Tolkien était lui-même un avide fumeur de pipe.
- Mark Twain (1835-1910), auteur américain, a.k.a. Samuel Clemens, écrivain de Huckleberry Finn a favorisé les pipes de maïs du Missouri Meershaum. Il favorisait un mélange spécial de tabac de "feuilles cubaines", disant même une fois que « Je n'irai pas au paradis si je ne peux y fumer »[17].
- Edward Upward, romancier britannique.
- Martin Van Buren (1782-1862), huitième président des États-Unis (1837-1841).
- Lee Van Cleef, acteur américain (dans le rôle de la brute, dans Le Bon, la Brute et le Truant).
- Vincent van Gogh, peintre néerlandais.
- Paul Vanden Boeynants (1919-2001), Premier ministre belge.
- Stevie Ray Vaughan, guitariste et compositeur blues texan (1954-1990).
- Alan Watts, écrivain et orateur britannique.
- Harold Wilson (1916-1995), Premier Ministre du Royaume-Uni (1964-70, 1974-76)[16].
- Tapio Wirkkala (1915–1985), designer et sculpteur finlandais.

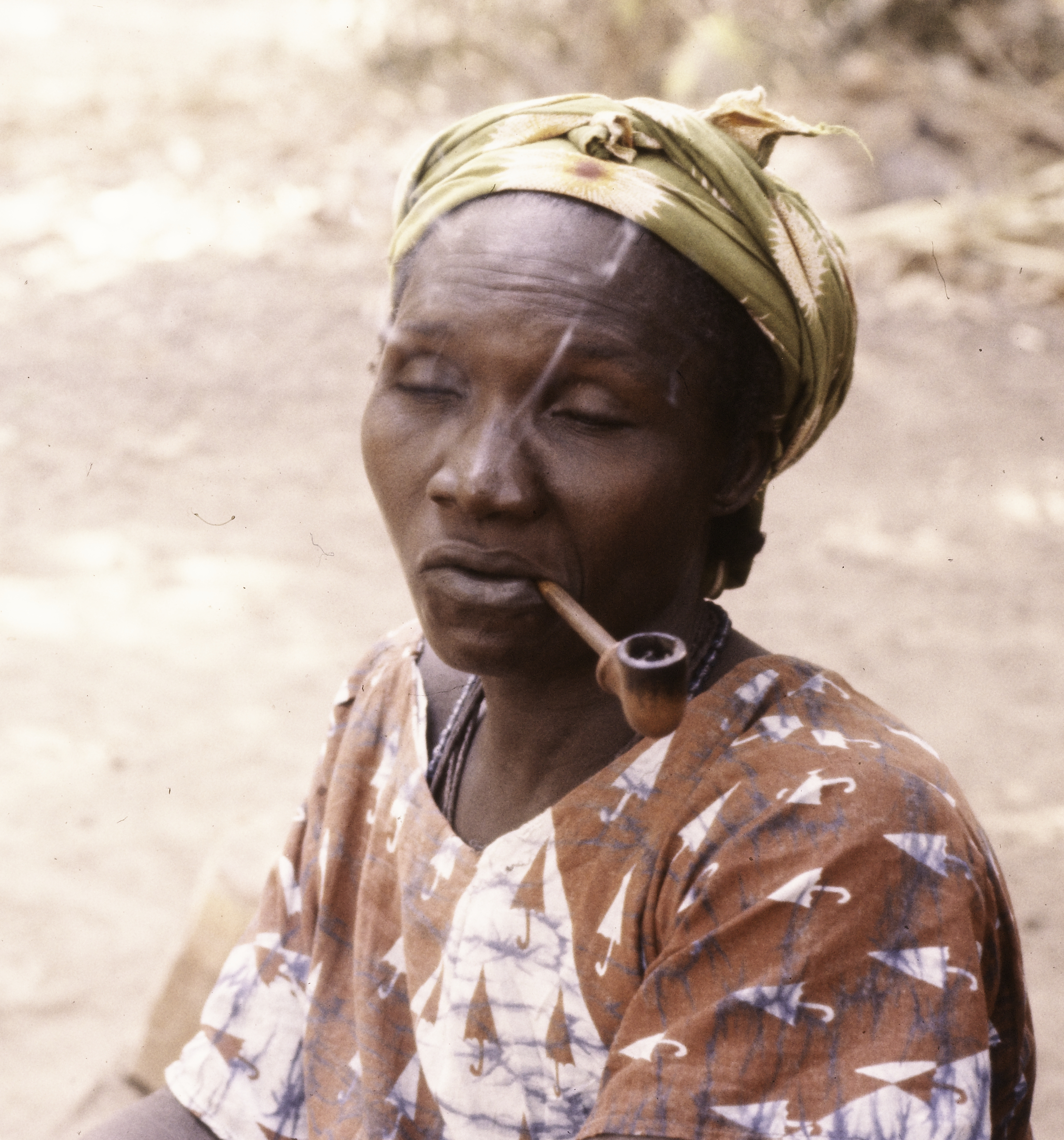
Femme fumant la pipe, Guinée-Bissau, 1974

### Personnages de fiction
- Bacicci, un marin dont la silhouette figure sur l'écusson du club de l'UC Sampdoria[18].
- Olivier B. Bommel, personnage de bande dessinée néerlandais de Tom Poes.
- César, personnage de bande dessinée belge d'Urbanus.
- Cowboy Henk, personnage de bande dessinée belge.
- Frosty the Snowman, un personnage fictif de Noël, présenté à la fois dans des chansons et des films d'animation du même nom, qui est toujours représenté et décrit comme "Avec une pipe en épi de maïs et un nez en bouton, et deux yeux en charbon". De telles représentations suggèrent probablement que Frosty était un fumeur de pipe.
- Snufkin, personnage littéraire et comique finlandais de The Moomins, bien que sa pipe soit absente dans certaines incarnations.
- Capitaine Haddock, personnage de bande dessinée belge des Aventures de Tintin.
- Sherlock Holmes, personnage littéraire britannique. Il est explicitement décrit comme un fumeur de pipe.
- Monsieur Hulot, personnage du cinéma français.
- Kapitein Rob, personnage de bande dessinée néerlandais[19].
- M, personnage littéraire et cinématographique britannique ( James Bond ).
- Miss Peregrine, de Miss Peregrine's Home For Peculiar Children.
- Jules Maigret, personnage littéraire belge, créé par Georges Simenon, qui était également fumeur de pipe.
- Mammy Yokum, personnage de bande dessinée américaine de Li'l Abner.
- Philip Mortimer, personnage de bande dessinée belge de Blake et Mortimer.
- L'Oncle Paul, personnage de bande dessinée belge.
- Paulus le gnome des bois, personnage de bande dessinée néerlandais.
- Madame Pheip, personnage de bande dessinée belge des Aventures de Néron. C'est une femme autoritaire qui fume toujours la pipe.
- Piet Pienter, personnage de bande dessinée belge de Piet Pienter en Bert Bibber.
- Popeye, bande dessinée américaine et personnage de dessin animé, connu pour sa pipe de maïs.
- Père Noël, personnage folklorique. Est ainsi décrit (1839) : « Le bout de pipe qu'il tenait serré entre ses dents ».
- Mister Fantastic, personnage de bande dessinée Marvel des Quatre Fantastiques a fumé la pipe dans les premiers numéros de la série.
- Gandalf, Bilbo Baggins et d'autres personnages du Seigneur des Anneaux.

## Galerie

Cliquez sur l'image pour agrandir
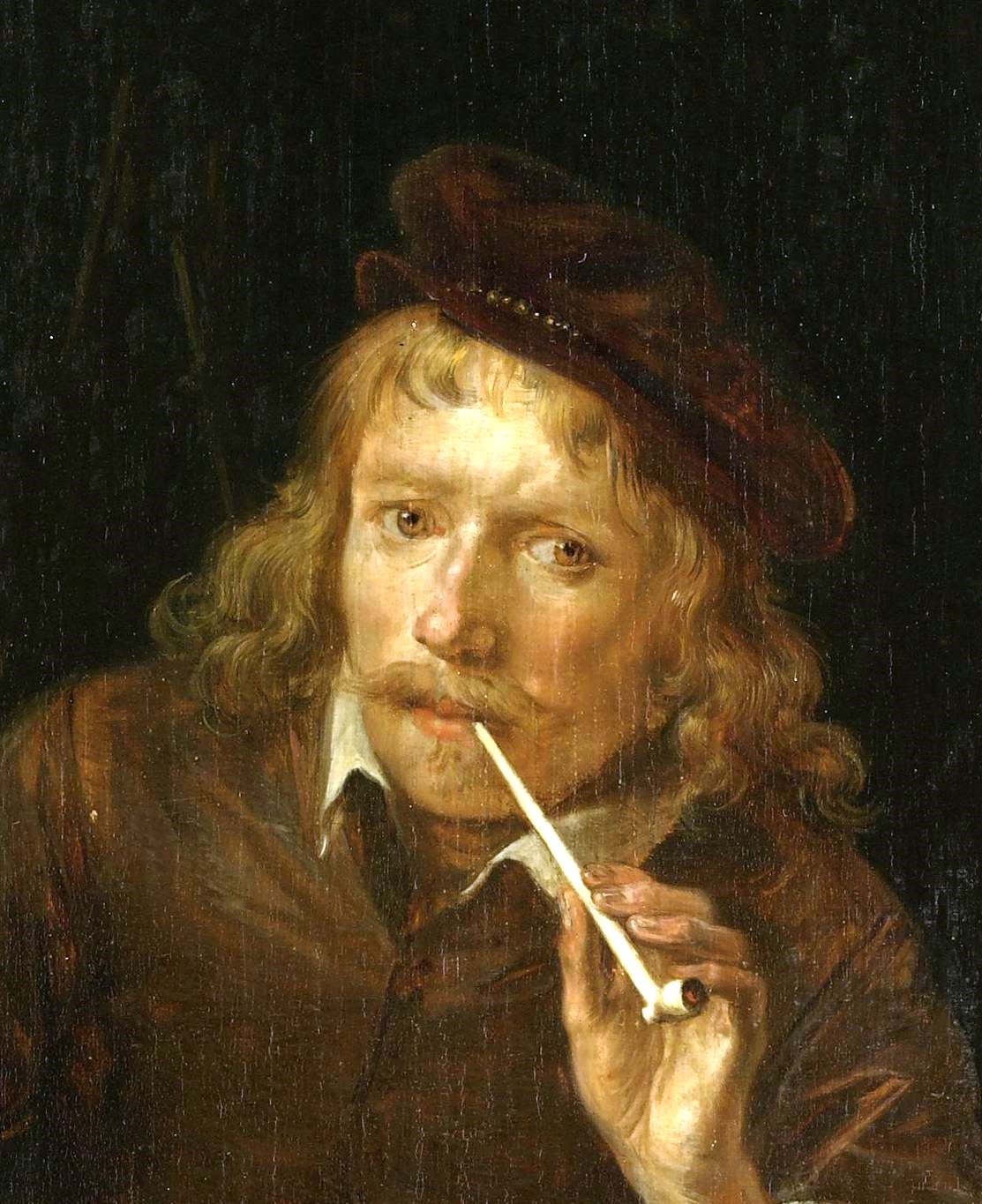
Gerrit Dou : autoportrait avec une pipe en argile de l'époque (1645).
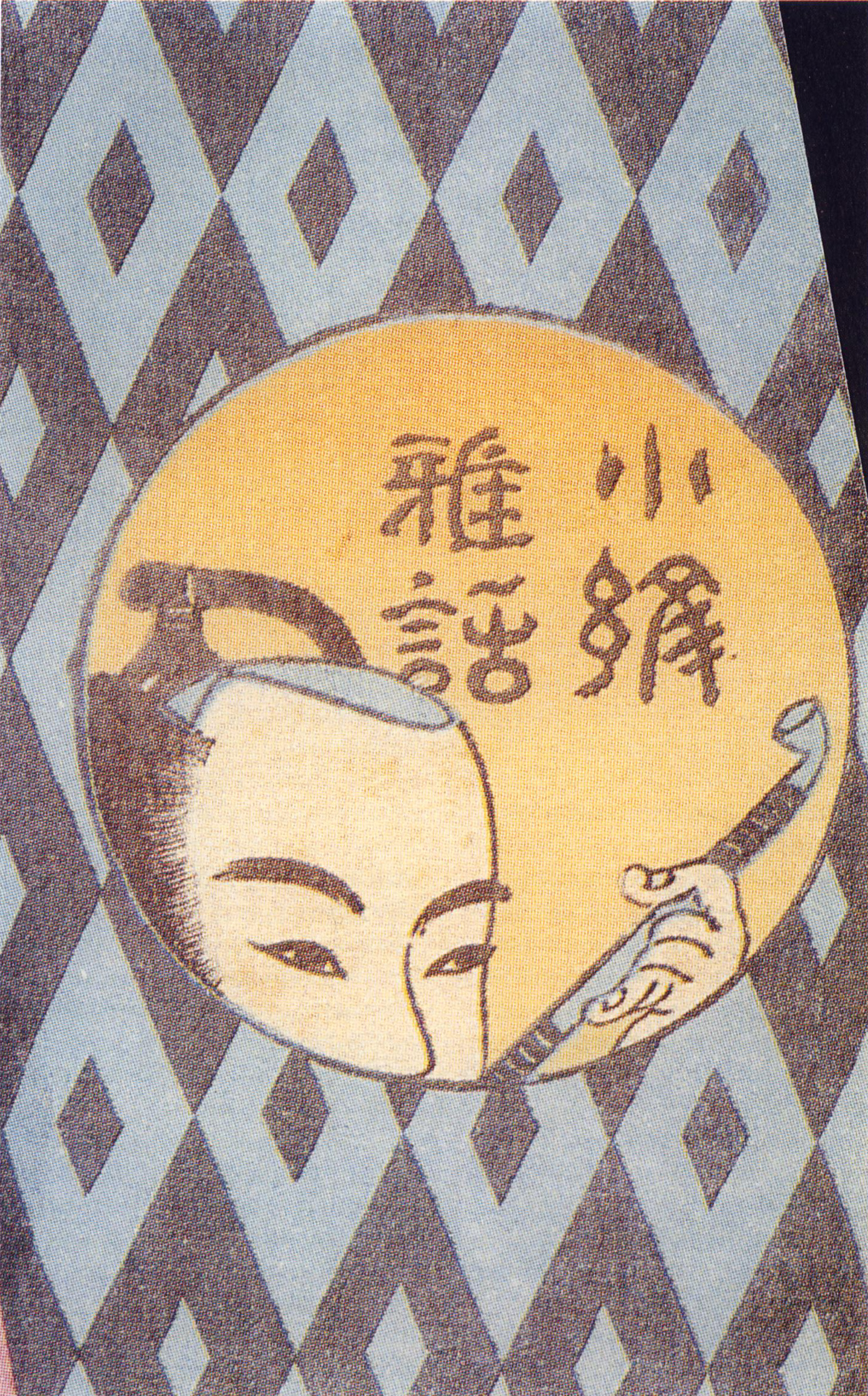
Homme fumant du kiseru. Illustration de la couverture du roman Komon gawa ("Chats élégants sur la conception des tissus") de Santō Kyōden, 1790.
Compositeur géorgien, Meliton Balanchivadze fumant la pipe.
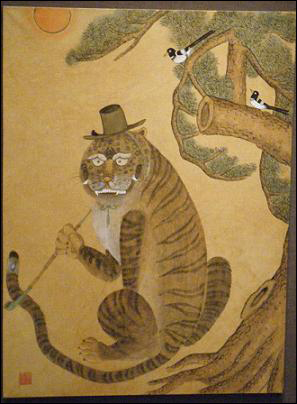
Tigre fumant une pipe en bambou, peinture folklorique coréenne de la période Joseon.
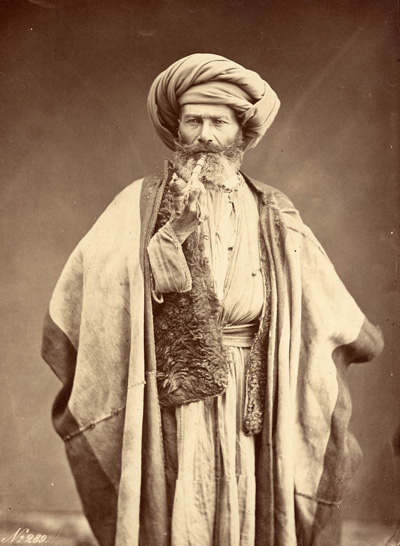
Homme arabe fumant la pipe, fin des années 1800.

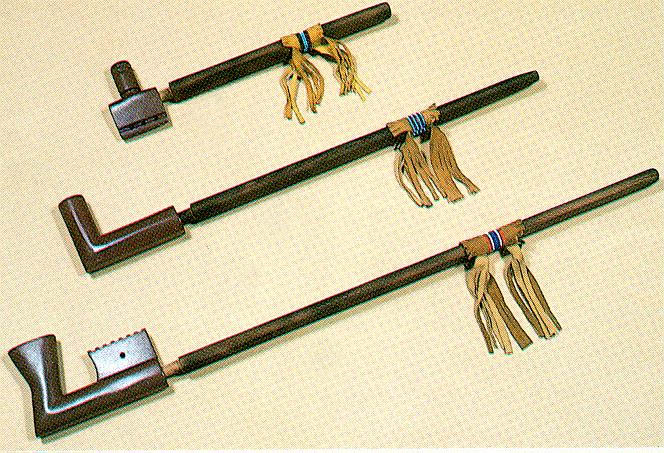
Différents styles de pipes de cérémonie amérindiennes.
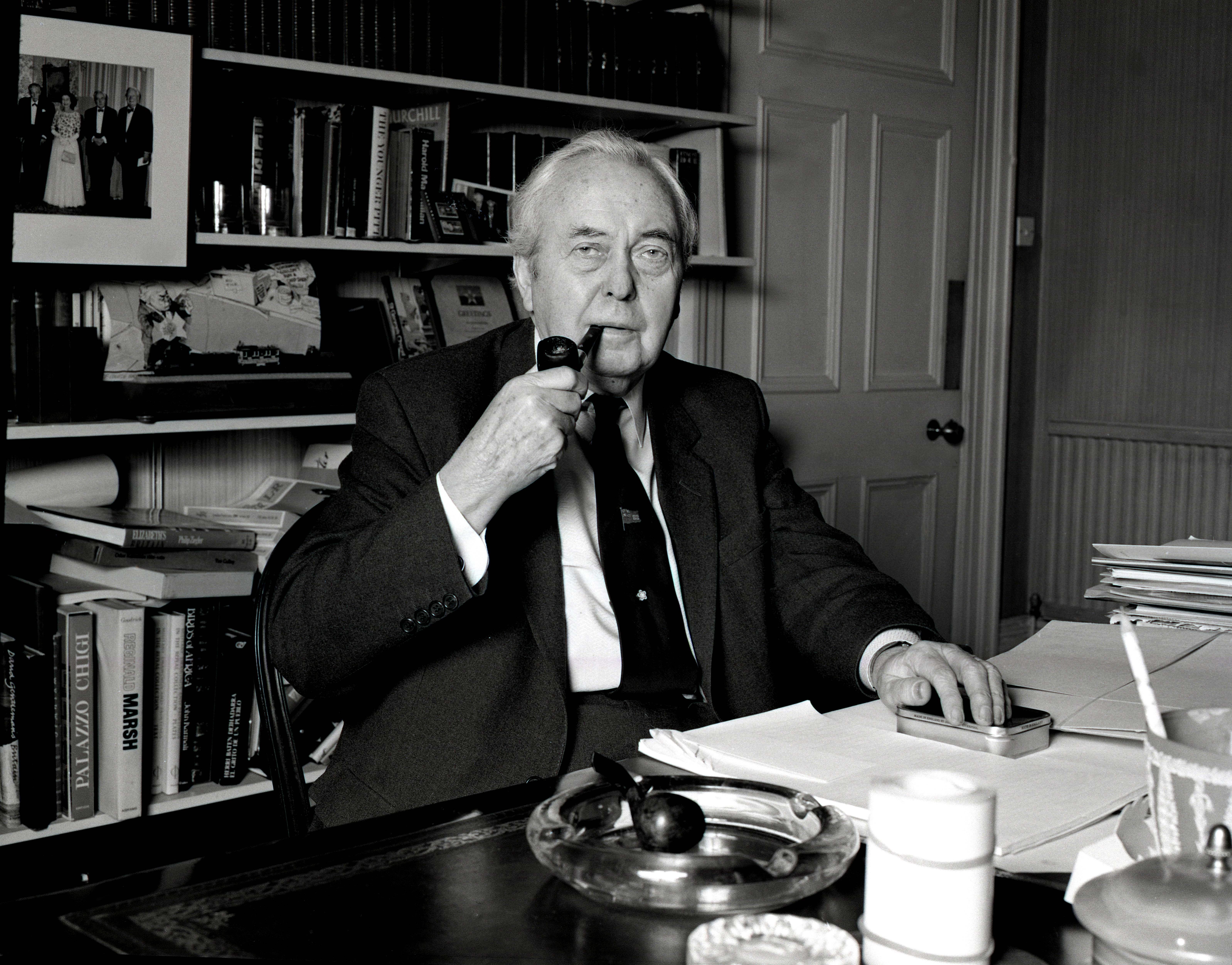
Harold Wilson.
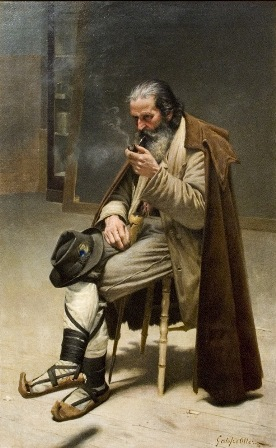
Francesc Galofré i Oller, Un modèle, huile sur toile, 1894.
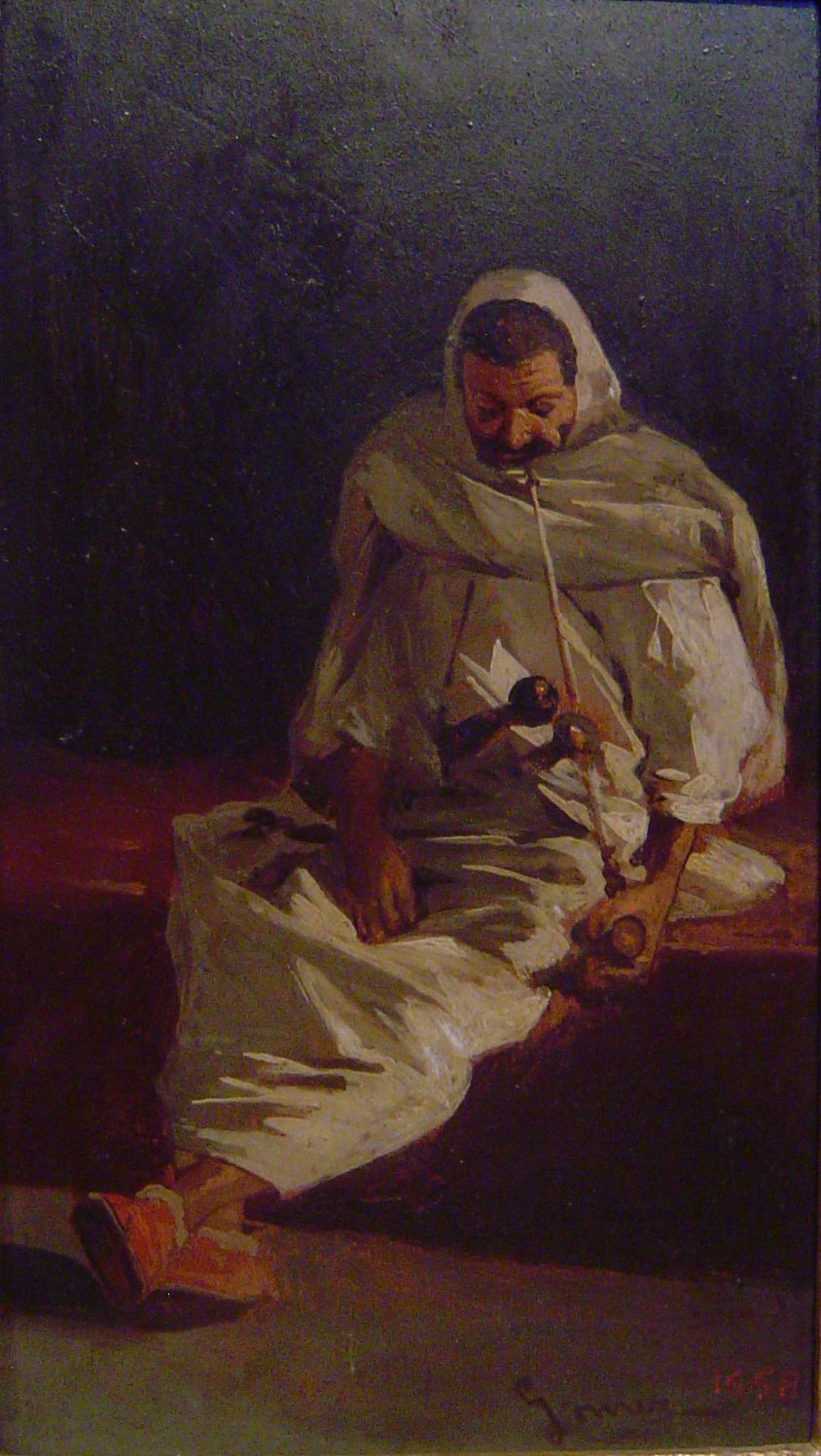
Simó Gómez, Portrait d'un musulman, huile sur toile, 1880.
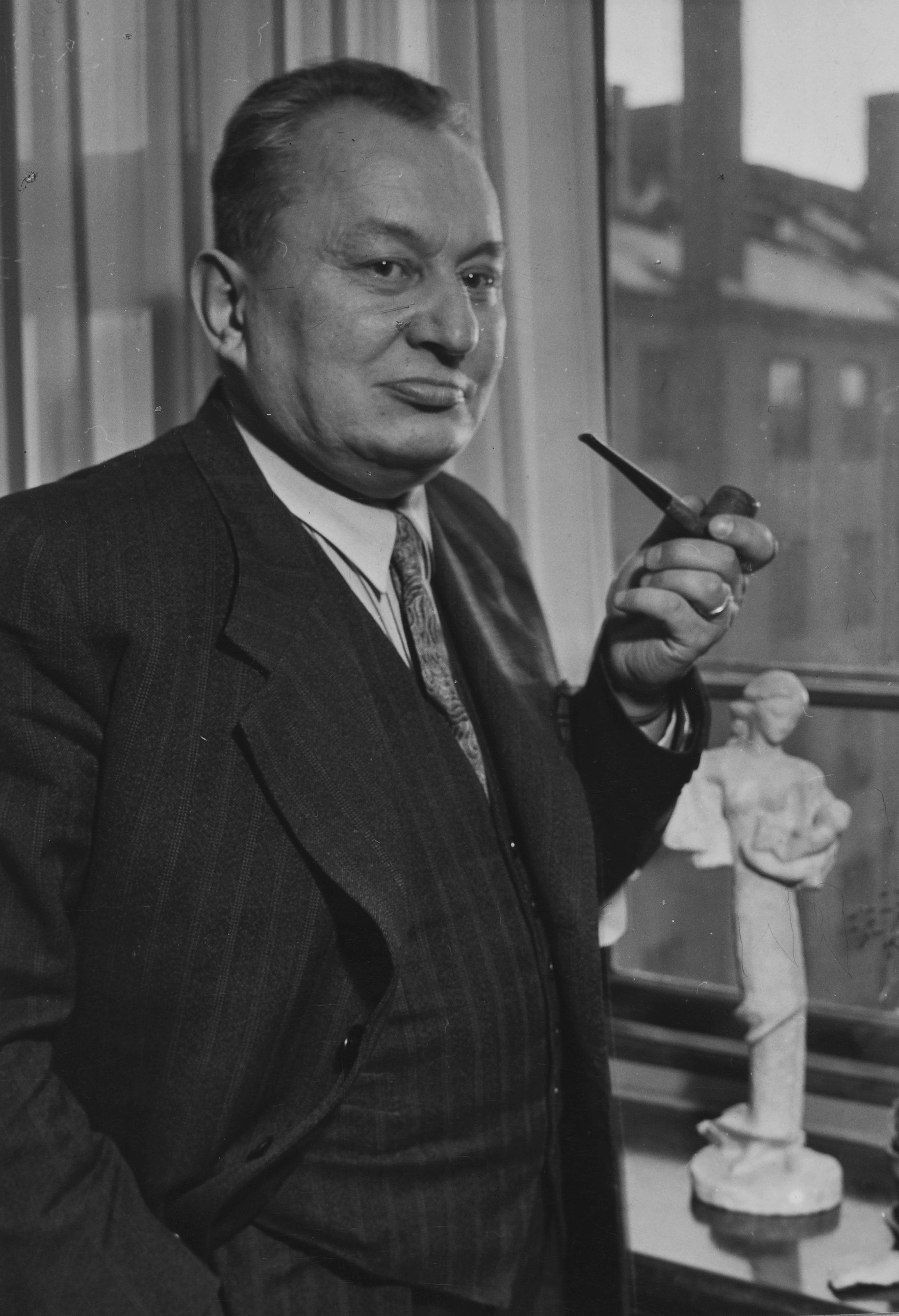
Aarre Merikanto, un compositeur finlandais, fumant la pipe dans les années 1950.

### Pour les produits du tabac
- Kiseru
- Midwakh
- Pipe

### Pour le cannabis
- Bang
- Pipe à cannabis
- Calice
- Chillum
- Sebsi

### Autres substances
- Pipe à opium